# Karl Ditters von Dittersdorf
Karl Ditters von Dittersdorf (nebo také Carl Ditters von Dittersdorf; 2. listopadu 1739 Vídeň – 24. října 1799 Nový Dvůr u Lipovky) byl rakouský klasicistní hudební skladatel a houslista. Polovinu svého života prožil ve Slezsku.

## Život
Narodil se v rodině zámožného dvorního divadelního krejčího. Základní a hudební vzdělání mu poskytl jeho otec, další pak jeho zaměstnavatel – princ Josef Friedrich von Sachsen–Hildburghausen. Karl Ditters, zaměstnaný od dvanácti let jako páže, se naučil několik světových jazyků a stal se obdivovaným houslistou. Své hudební vzdělání si doplňoval studiem kompozice a pokoušel se o první vlastní skladby.  Poté, co jeho pán v roce 1761 odjel z Vídně, aby se staral o dědictví po otci, propustil Ditterse a ten ve 22 letech nastoupil ke dvornímu orchestru. Tam poznal dvorního skladatele Glucka a jako houslový virtuos s ním absolvoval koncertní cestu po Itálii. V roce 1765 se však neshodl s intendantem orchestru, hrabětem Šporkem, o honorář a nastoupil po Michaelu Haydnovi jako kapelník orchestru u biskupa Patačiče ve Velkém Varadíně (Oradea). 
Po rozpuštění orchestru se v Opavě seznámil s knížetem, vratislavským biskupem a zednářem Filipem Gotthardem Schaffgotschem. V roce 1769 Ditters vstoupil do jeho služeb a nový mecenáš mu zařídil řadu poct, které vyvrcholily získáním šlechtického titulu v roce 1773. Postupně zastával mnoho úřednických funkcí (byl hejtmanem Frývaldova, Zlatých Hor, vrchním výběrčím daní, biskupským radou, viceprezidentem zemského soudu).  Pobýval v Javorníku zprvu na zámku Jánský Vrch, letním sídle vratislavských biskupů. Především se však věnoval hudbě: komponoval, sestavil zámecký orchestr, pro který angažoval na Moravě a ve Slezsku výborné hudebníky a zpěváky. Přesvědčil biskupa, aby na zámku zřídil divadlo, kde se hrály jeho opery k různým příležitostem. Zámek se stal jeho zásluhou centrem vynikající hudby, známým v celé střední Evropě.  Jeho skladby byly uváděny i na vídeňském dvoře. Za své zásluhy byl Ditters biskupem dobře odměňován, což mu umožnilo pořídit si vlastní dům a oženit se. Se svou manželkou, o dvacet let mladší zpěvačkou Nikolinou Trinkovou, měl deset dětí. V Javorníku strávil 29 let.
V roce 1785 byla ale na biskupství uvalena nucená správa a Ditters se s novým správcem nepohodl. Po biskupově smrti roku 1795 musel v nouzi Jesenicko v nemilosti opustit, obviňován z korupce. Zhoršilo se mu zdraví, nemohl chodit a měl velké bolesti. Nákladné léčení ho připravilo o poslední úspory, musel prodat i dům v Javorníku. Přijal proto v květnu roku 1798 pozvání hraběte Ignáce Stillfrieda na zámek Červená Lhota, kde strávil se svou rodinou zbytek života (nebydlel však přímo na zámku, ale v usedlosti Nový Dvůr, která patřila ke lhoteckému panství). Stále ještě komponoval. Těžce nemocný a téměř slepý diktoval své paměti (vyšly posmrtně). 
Zemřel v Novém Dvoře 24. 10. 1799 a 26. 10. 1799 byl pochován na hřbitově v jihočeské Deštné.

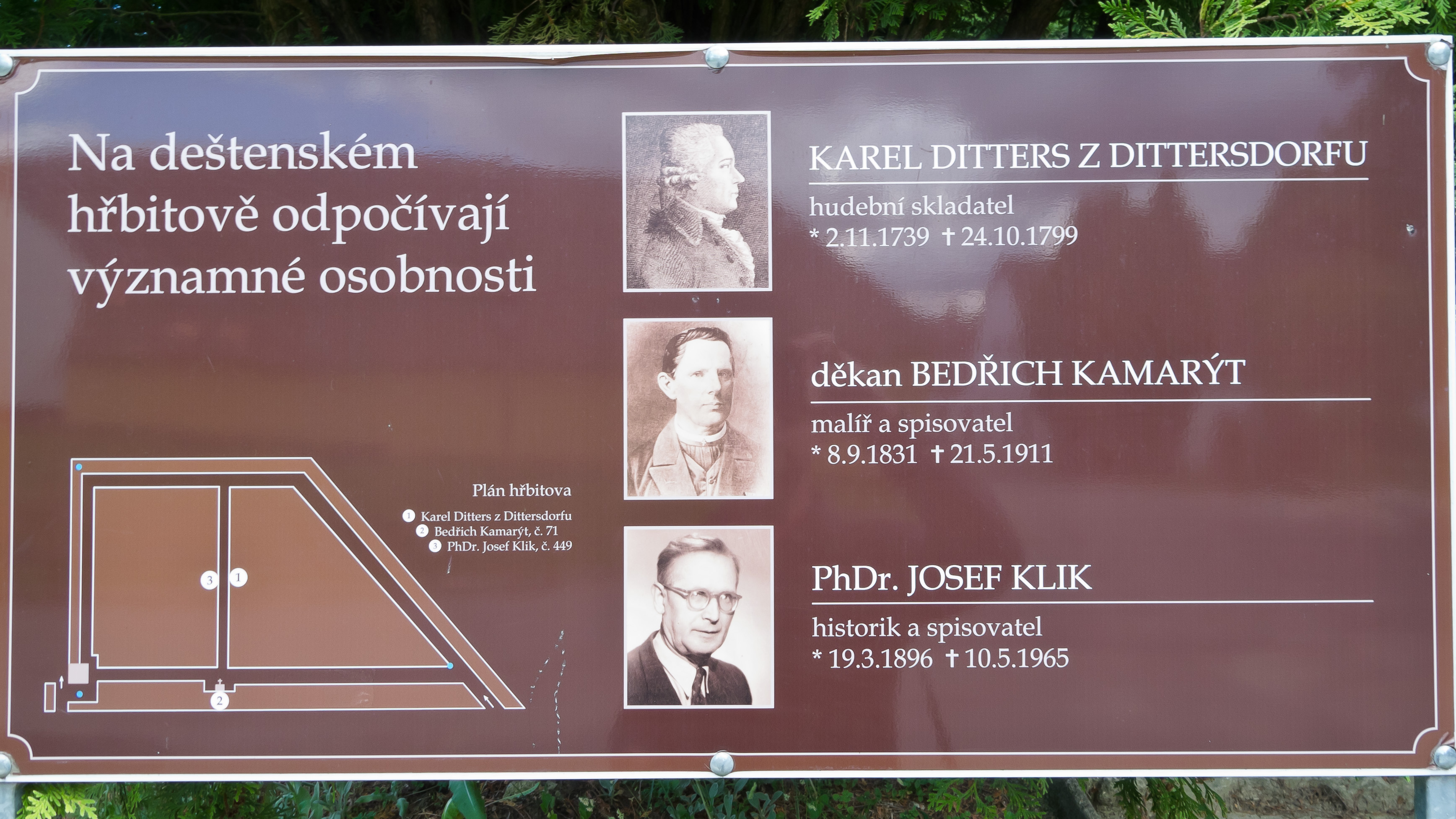
Informační tabule na hřbitově v Deštné

Každoročně je v Javorníku v měsíci září na jeho počest pořádán Mezinárodní hudební festival Karla Ditterse z Dittersdorfu.  Olomoucký dramatik Jan Sulovský napsal o Dittersovi divadelní hru Muzikant z Jánského vrchu. Premiéru měla 5. listopadu 2009 v Muzeu umění v Olomouci, představili se v ní herci Moravského divadla Olomouc. 
V bývalém domě Karla Ditterse v Javorníku bylo v roce 1994 zřízeno muzeum, ve kterém jedna z expozic je věnována také životu a dílu tohoto skladatele.

## Dílo (výběr)

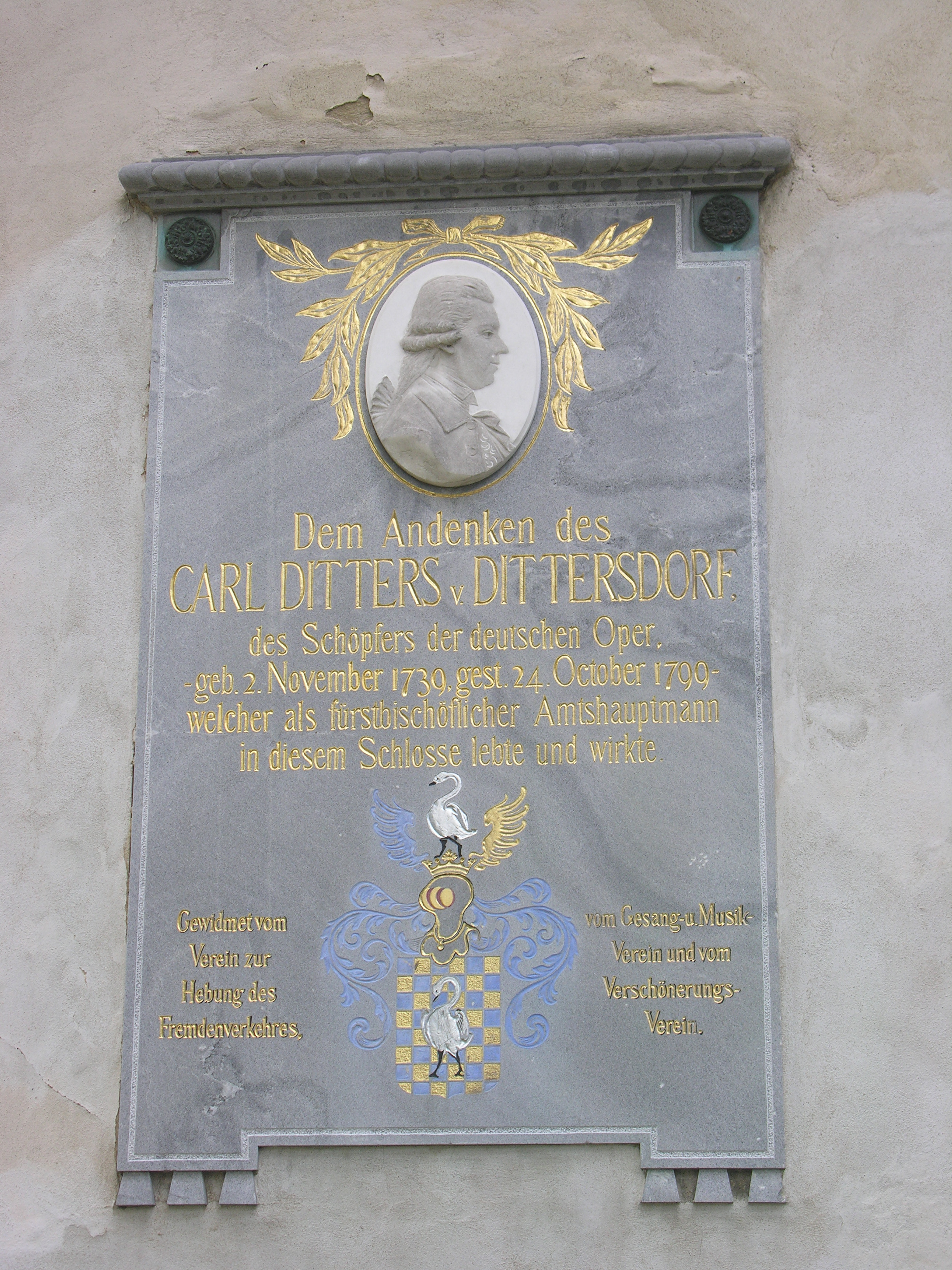
pamětní deska Karla Ditterse u vchodu do vodní tvrze v Jeseníku

Ve své době patřil Carl Ditters k známým a oblíbeným skladatelům, i když podle odborníků jeho hudba nedosahovala úrovně současníků Mozarta nebo Glucka. Mnohdy se jeho hudební nápady příliš přizpůsobovaly vkusu posluchačů. Přesto má své jméno v dějinách hudby a jeho skladby se znovu objevují na repertoáru hudebních těles i sólistů. Patří sem například oratorium Ester (1773), dvanáct symfonií podle Ovidiových Metamorfóz, symfonie D dur, koncert G dur pro housle a orchestr nebo smyčcový kvartet Es dur a další. Pro vznik a vývoj německé komické opery měly význam jeho singspiely, jako Lékař a lékárník nebo Červená Karkulka, které ho proslavily koncem osmdesátých let. Carl Ditters von Dittersdorf byl pilný skladatel. Zanechal po sobě více než 40 oper a singspielů, oratoria, kantáty, na 120 symfonií, 35 koncertů, divertimenta, serenády, sonáty, smyčcové koncerty. 

### Instrumentální koncerty

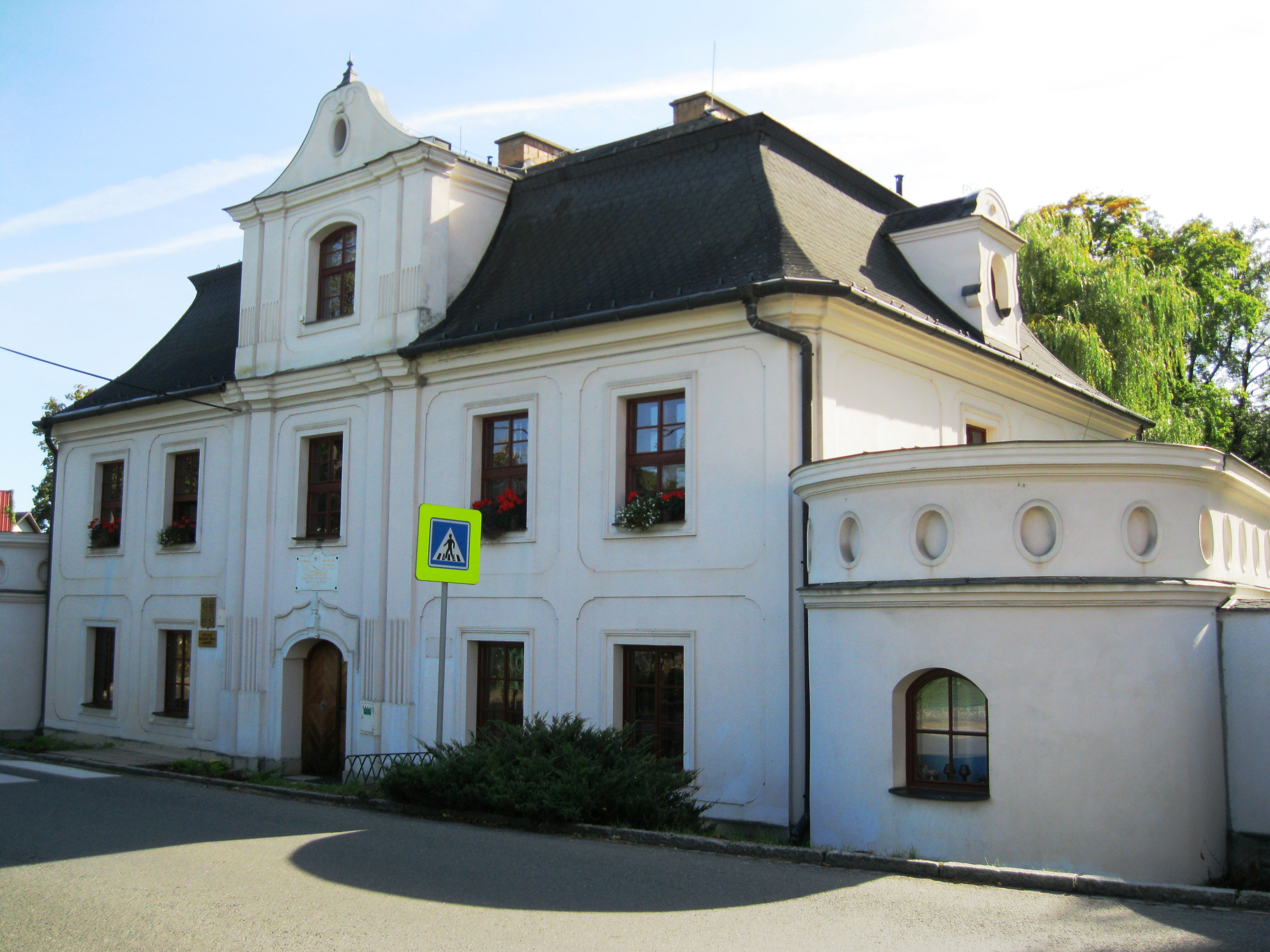
dům Karla Ditterse v Javorníku

- Koncert pro kontrabas č. 1 D dur

- Koncert pro kontrabas č. 2 Es dur
- Koncert pro violu
- Koncert pro housle C dur
- 5 hobojových koncertů

- Koncert pro milostný hoboj
- Koncert pro harfu A dur

- Koncert pro cembalo A dur, B dur

### Symfonie
- Sinfonia concertante pro housle violu, kontrabas a orchestr Es Dur
- Symfonie F Dur
- Symfonie d Moll
- Symfonie g Moll
- 6 symfonií podle Ovidiových Metamorfóz

### Komorní hudba
- 6 smyčcových trií
- 6 smyčcových kvartetů
- 12 smyčcových kvintet
- 136 klavírních skladeb
- Duo pro violu a kontrabas Es dur
- Divertimento pro dvoje housle a violoncello Es dur
- Divertimento pro housle, violu a violoncello D dur

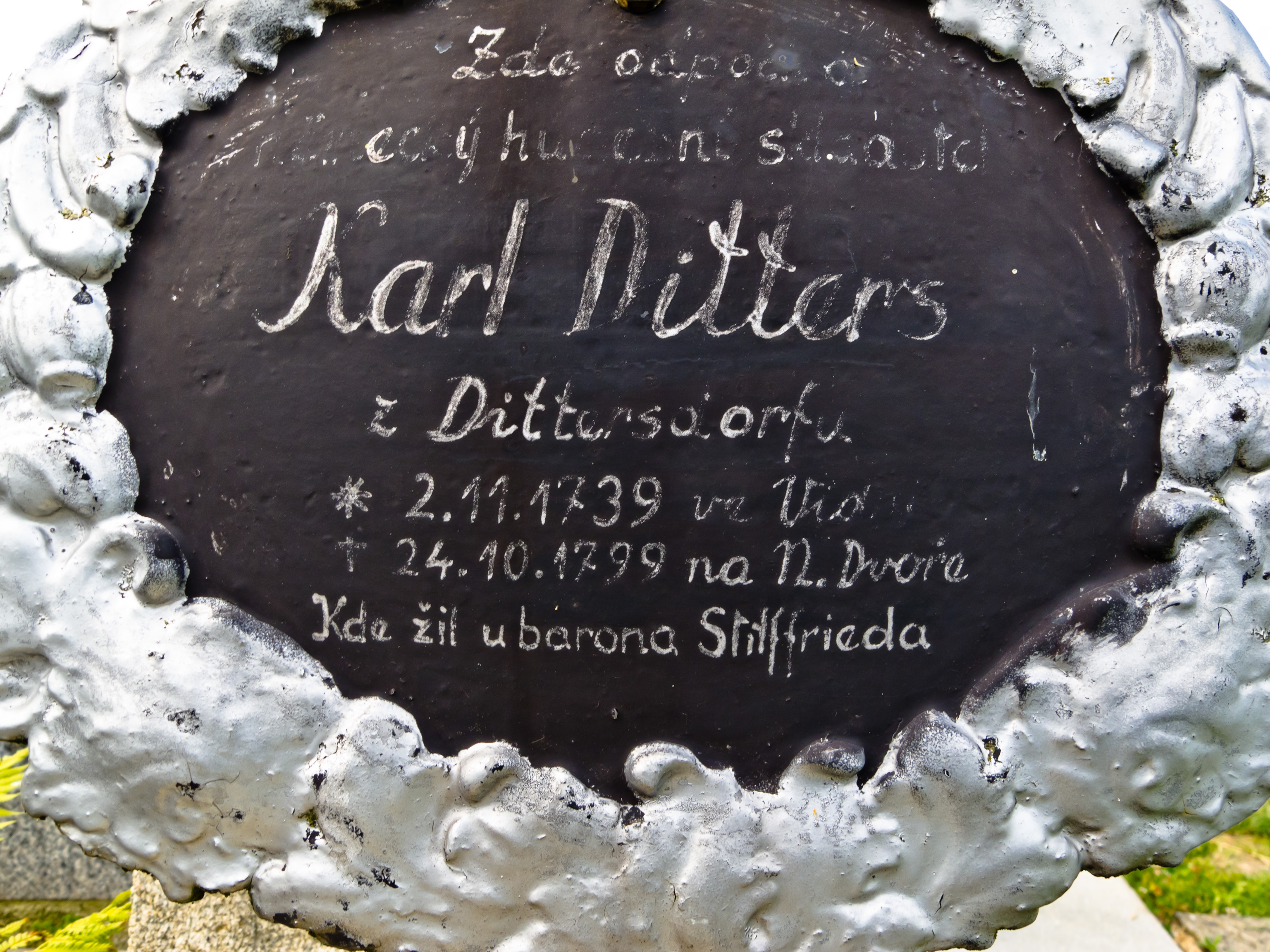
nápis na hrobě Karla Ditterse v Deštné

### Opery
- Arcifanfano, 1774
- Doktor und Apotheker, 1786
- Die Liebe im Narrenhause, 1787
- Das rote Käppchen, 1788
- Die Hochzeit des Figaro, 1789
- Don Quixote der Zweyte, 1795
- Gott Mars und der Hauptmann von Bärenzahn, 1795
- Die lustigen Weiber von Windsor, 1796
- Der Mädchenmarkt, 1797
- Die Opera Buffa, 1798

### Oratoria
- Isacco figura del Redentore
- Davide penitente
- La Liberatrice del Popolo Giudaico nella Persia, o sia l’Esther

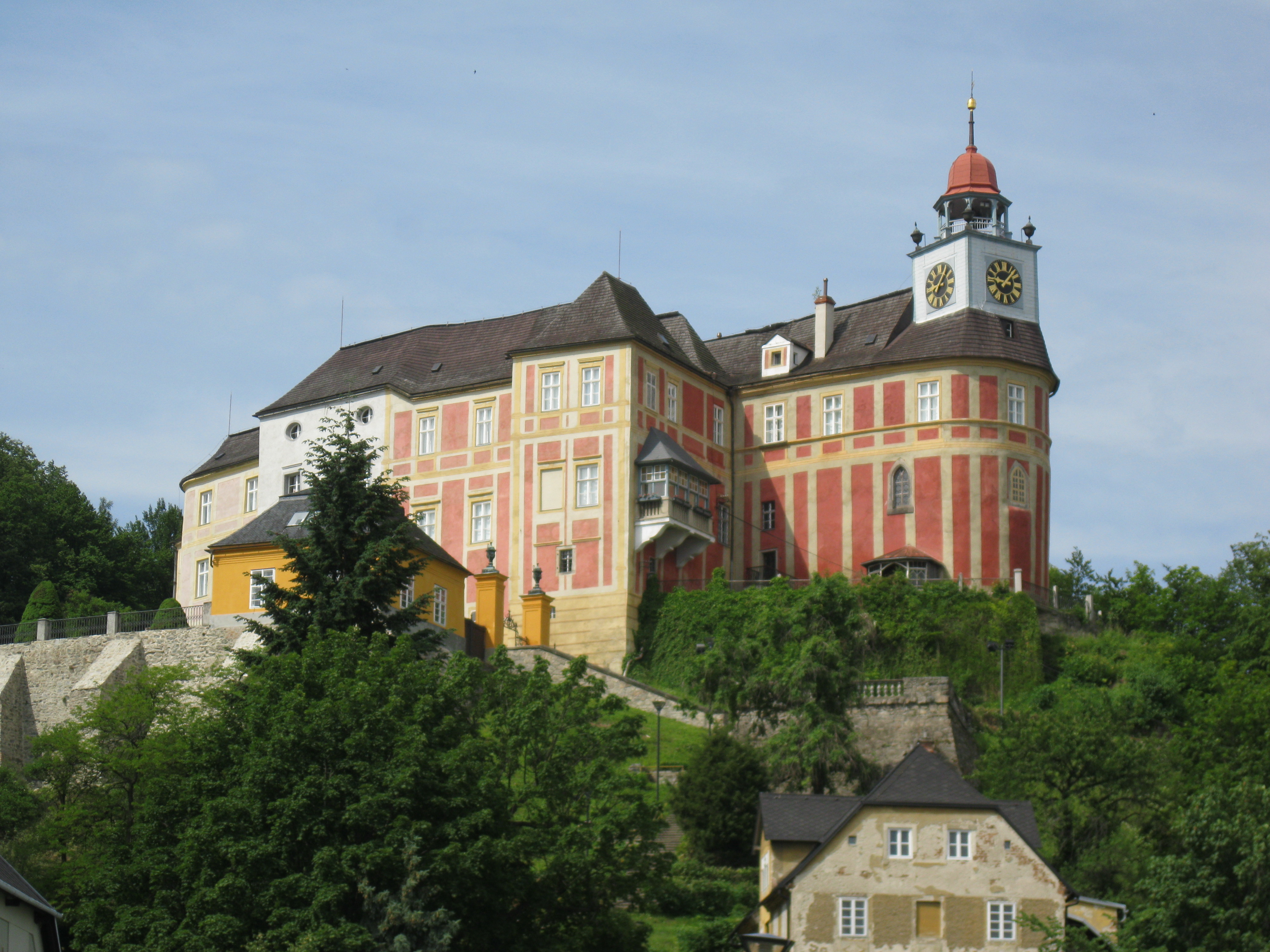
zámek Jánský vrch v Javorníku

- Giob

### Chrámová hudba
- Missa C dur
- Missa a 4 voices
- Missa gratiosa C dur
- Missa D dur
- 12 dalších mší
- "Requiem" c moll
- 11 offertorií
- Antiphony se sborem, orchestrem a varhanami
- 8 litanií
- 12 ariae ex canticis Salomonis (Augusta, 1795)
- 170 dalších chrámových děl: arie, graduále, moteta atd.

## Vyznamenání
- rytíř Řádu zlaté ostruhy (1773)

#### Audio & Media
- Highlights from Ovid Symphony N. 2 By Karl Ditters Von Dittersdorf (1739–1799).

 Carl Ditters von Dittersdorf: Ovid Symphony, N. 2: Introduction and 1st Movement: Adagio non molto-Allegro. Arrival of Phaeton at the Golden Palace of his father the god Sun. Porticodoro / SmartCGArt Media Productions - Classical Orchestra.
- Highlights from Ovid Symphony N. 1 By Karl Ditters Von Dittersdorf (1739–1799).

 Carl Ditters von Dittersdorf: Ovid Symphony, N. 1: Final Part of the 3rd Movement: Menuetto con garbo. Description of The Age of Bronze. Porticodoro / SmartCGArt Media Productions - Classical Orchestra.
- Sonate A-Dur By Karl Ditters Von Dittersdorf (1739–1799). Published by Doblinger Music Publishers (DB.DM-01196)

 Dittersdorf 1st Movement from the "Sonata in A Major" (Sonate A-Dur). Performed by Kaila Rochelle on the Pianoteq "Walter" fortepiano with a Roland RD-700 keyboard midi controller.
 Dittersdorf 2nd Movement from the "Sonata in A Major" (Sonate A-Dur). Performed by Kaila Rochelle on the Pianoteq "Walter" fortepiano with a Roland RD-700 keyboard midi controller.
 Dittersdorf 3rd Movement from the "Sonata in A Major" (Sonate A-Dur). Performed by Kaila Rochelle on the Pianoteq "Walter" fortepiano with a Roland RD-700 keyboard midi controller.
- "Ouverture" from the "Hocus Pocus" comic opera (1790)

 Dittersdorf "Ouverture" from the "Hocus Pocus" comic opera (1790). Performed by Kaila Rochelle on the Pianoteq "Walter" fortepiano.